# 諾斯維尤鎮區 (密蘇里州克里斯蒂安縣)
諾斯維尤鎮區（英語：Northview Township）是位於美國密蘇里州克里斯蒂安縣的一個行政鎮區。

## 地方資料
諾斯維尤鎮區的面積為15.61平方千米，當中陸地面積為15.55平方千米，而水域面積為0.06平方千米。根據2020年美國人口普查的數據，當地共有人口10366人，而人口密度為每平方千米664.06人。